# Felipe Moratilla Parreto
Felipe Moratilla Parreto (Madrid, 1827-Roma, 1908) fue un escultor español del siglo XIX. 

## Biografía
El escultor Felipe Moratilla, era hijo de Francisco Moratilla, reconocido orfebre de la reina Isabel II. Recibió su formación en la Real Academia de Bellas Artes de San Fernando. Estudia pensionado en Roma desde 1848 y en esa ciudad trabajó el resto de su vida. Vivió en las calles Bocca di Leone (1885) y via del Balsimo, 179. Su estudio, en via Margutta 78-81, estaba en la más importante calle romana para los artistas. En 1821, la reina María Cristina de Borbón ayudó económicamente al escultor en Roma, quien por entonces tenía tres hijos. Le encargó trabajos en el palacio, que María Cristina había adquirido, frente a la San Carlino. Viajaba regularmente a Madrid y en ocasiones a París. Moratilla fue premiado en diferentes Exposiciones Nacionales a las que concurrió. En 1874 Moratilla es nombrado académico correspondiente en Roma de la Real Academia de Bellas Artes de San Fernando. 
En 1882, la prensa española se hacía eco muy positivo de la obra escultórica de Moratilla en Roma. Autores italianos como Riccoboni, reacio a mencionar a artistas españoles que trabajaban en Italia, remarca a «Filippo Moratilla» entre los artistas extranjeros del Ottocento. Además, por su origen madrileño, Moratilla figura en las «Guías de los hijos distinguidos de Madrid» que publicada Fernández de los Ríos. En 1899 formaba parte de la comisión para seleccionar los envíos de escultores españoles a la Exposición Universal de París (1900). Participó en sucesivos certámenes de Bellas Artes y en exposiciones en Roma.
En sus últimos años, su hijo,  Federico, nacido en Roma y considerado escultor italiano, colaboró con él. Varias de las obras realizadas a comienzos del siglo XX son conocidas solo por grabados en prensa. Dejó su impronta en el altar mayor de la catedral de Arequipa en 1892. Catedral restaurada, después del terremoto de 1868, por iniciativa del obispo José Sebastián de Goyeneche y Barreda, quien donó a esta catedral la custodia que  realizó el padre de Moratilla en 1849. Se conoce muy poco de la producción de Federico Moratilla: un Caín de 1904, un Busto femenino en bronce de principios del siglo XX, copias de las cabezas de Bernini 'Alma maldita' y 'Alma bendita' (1906), que se conservan en el Centro Superior Español de Estudios Eclesiásticos en Roma (Palacio de Montserrat). Hizo además otras versiones berninianas como la de Apolo y Dafne en mármol que se encuentra en el Michigan Historical Museum, en Lansing, Estados Unidos.

## Obra

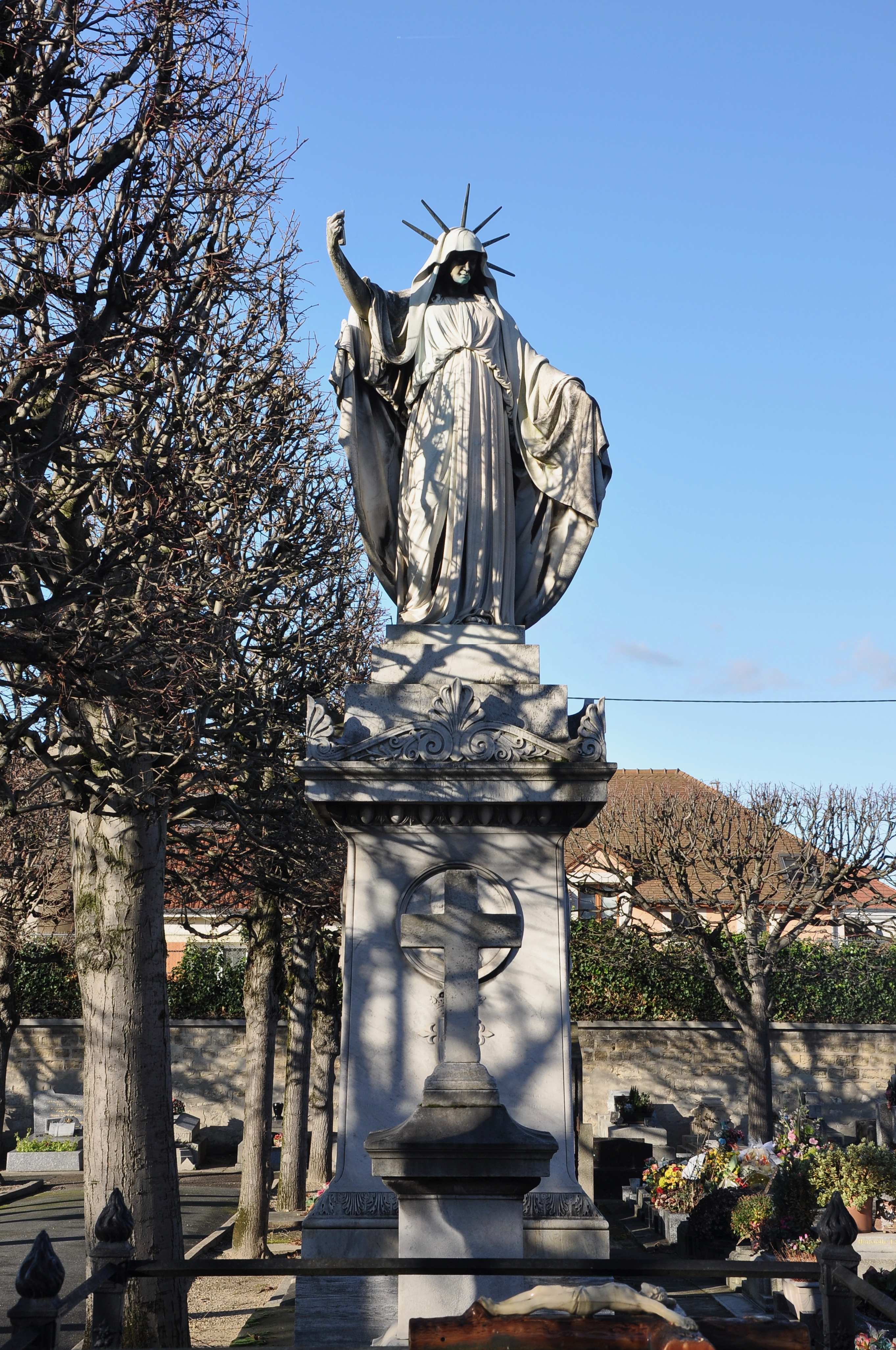
Monumento de los Tres infantes de la Reine Marie Christine de Bourbon en el cementerio de Rueil-Malmaison

- Los Tres infantes, Monumento funerario de 1866 dedicado a los hijos de la reina María Cristina de Borbón (1806-1878), cuarta esposa de Fernando VII, en el cementerio de Rueil Malmaison, cerca de París. El monumento tiene decoración heráldica, los retratos en medallón de los tres difuntos, sin nombre bajo sus escudos, y una Virgen coronando el conjunto. Obra dedicada a tres de los ocho hijos que la reina tuvo con su esposo morganático, Agustín Fernando Muñoz Sánchez, I duque de Riánsares: Agustín María Muñoz y Borbón, I duque de Tarancón, primer hijo varón que murió a los dieciocho años en 1855; Juan Muñoz y Borbón, I conde del Recuerdo (1844-1863), y José María Muñoz y de Borbón, vizconde de la Arboleda (1846-1863). También está el medallón de Antonio de Padua Muñoz y Borbón (1842-1847), hijo sin título, que al parecer no está enterrado allí.
- Ninfa en la fuente (1866, Madrid, Museo Nacional del Prado), mármol, modelo que sigue la tipología francesas de la porcelana del siglo XVIII, tema de tipo anecdótico que tuvo un gran éxito popular.[4]
- Narciso Pascual y Colomer (1874), busto en mármol del académico Narciso Pascual Colomer, en la Real Academia de Bellas Artes de San Fernando.
- El grupo Fe, Esperanza y Caridad (1876, Madrid, Museo Nacional del Prado), en mármol de Carrara, representa las tres virtudes teologales con sus símbolos, sobre un pedestal circular, sin decoración, diseñado para completar el conjunto: la Fe, ojos vendados y en la mano un cáliz con una sagrada forma, la Esperanza, mirada levantada y con una cruz-ancla, y la Caridad con un pomo en forma de corazón, y una llama símbolo del amor. Grupo premiado con una tercera medalla en la Exposición Nacional de Bellas Artes de 1876.[5]
- Las tres virtudes, para el monumento funerario al general Bulnes (1799-1866), cementerio de Santiago de Chile. Obra, tal vez de 1872, dedicada a este político hijo de español, presidente de Chile durante un decenio.
- El pescador napolitano, (Roma, 1877), bronce, inspirado seguramente en modelos italianos, especialmente en el bronce 'El pescador' de Vincenzo Gemito, tema habitual de la escultura romántica. Obtuvo medalla de segunda clase en la Exposición Nacional de 1878.[6]
- Panteón de los Españoles (1880) en el cementerio Monumental Verano, Roma.
- Monumento funerario en mármol de Carrara a los Papas Calixto III y Alejandro VI, (1881) relieve en la Iglesia de Santa María de Montserrat de los Españoles en Roma.
- La Esperanza, (Roma, 1882), en nicho exterior del panteón de la familia De la Gándara, cementerio de San Isidro (Madrid), interesante conjunto de escultura funeraria  del siglo XIX.
- Dios Pan en forma de Herma con Baco, bronce realizado en Roma, pasó al Museo del Prado en 1887.[7]
- Retrato del papa León XIII, en mármol de Carrara de la variedad Crestola, en la Embajada de España ante la Santa Sede en Roma.
- Las Esfinges de bronce, 1895, que flanquean el acceso al Museo Arqueológico Nacional.
- Estatua de José Sebastián Goyeneche, arzobispo de Lima, en mármol, 1,30 m, expuesta en la Exposición Nacional de 1895 celebrada en Madrid, junto con los bronces Jarrón estilo pompeyano y Perro de muestra (todas en paradero desconocido).
- Realizó un monumento al general José Padilla, en Riohacha (Colombia).[8]
- Un joven esclavo llenando de vino un odre (1904, paradero desconocido).